# Parastacilla torus
Parastacilla torus är en kräftdjursart som beskrevs av King 2000. Parastacilla torus ingår i släktet Parastacilla och familjen Arcturidae. Inga underarter finns listade i Catalogue of Life.